# Базарный Сызган
База́рный Сызга́н — рабочий посёлок, административный центр Базарносызганского района Ульяновской области.

## География
Посёлок расположен в 170 км к юго-западу от областного центра города Ульяновска. Железнодорожная станция Базарная на Рузаевском ходе исторического Транссиба, Посёлок стоит на берегах трёх рек Сызганки, Тумайки и Кувай.

## Название
Назван по реке Сызган (от татарского топонима «сыза» — овраги и «ган» — русло — «овражное русло»). По другой версии: в древние времена в здешних места проходил Большой афганский торговый путь на Москву. Купцам очень нравились эти места, и они останавливались здесь на отдых. Эти места они называли «Созган», а речку «Созганской», что в переводе на русский язык означает «вода между гор». 
В XVIII веке, для отличия от других одноимённых Сызган, лежащие на речке Сызган, таких как: Рожественское Сызган тож (ныне Ясачный Сызган), Старой Сызган Лапшаур тож (ныне Лапшаур), Ждамиркина Малой Сызган тож (ныне Ждамеркино),  село стало называться Дмитриевское Сызган (по церкви), а затем, в XIX веке — Базарный Сызган, по базару устраиваемому по пятницам.

## История
Сызганская слобода основана в 1638 году стрельцами, прибывшими из Москвы, на месте более древнего торгового поселения, как форпост, а затем, с 1647 года, как сторожевой пограничный пункт на подступах к Карсунско-Симбирской черте.
С 1647 года вошёл в состав Корсунского уезда Приказа Казанского дворца.
В 1685 году Сызганская слобода выборного полка упоминается в Писцовой книге стольника Ивана Вильяминова.
В 1691 году в Сызганской слободе вновь была построена деревянная церковь во имя Дмитрия Солунского.
С 1708 года — в Синбирском уезде Казанской губернии (1708—1781).
С 1780 года село Дмитриевское Сызган тож входило в состав Канадейского уезда Симбирского наместничества.
С 1796 года — в Сызранском уезде Симбирской губернии.
С 1851 года — в Карсунском уезде Симбирской губернии.
С 1861 года — волостной центр.
В 1865 году Щербаковы открыли свою собственную суконную фабрику.
В 1868 году построен кладбищенский храм во имя Всех Святых.
В 1875 году, на средства почётного гражданина А. К. Щербакова, был построен каменный храм во имя Дмитрия Солунского.
В 1881 году у  Щербаковых начала работать писчебумажная фабрика.
В 1887 году суконная фабрика Щербаковых, после пожара, была восстановлена купцом Н. С. Белоусовым.
В 1897 году была построена железнодорожная станция «Базарная» (код 642307) на линии Московско-Казанской железной дороги .
В 1918 году Инзенская революционная дивизия (нач-к Я. Я. Лацис), на рубеже ж/д станции «Базарная» были остановлены белогвардейцы, а затем отброшены к Барышу.
С 1929 года — в Инзенском районе Сызранского округа Средне-Волжской области / Средне-Волжского края.
В 1930 году крестьянская часть Базарного Сызгана была объединена в совхоз «Пятилетка в 4 года», который впоследствии преобразован в колхоз «Заветы Ильича», присоединённый в качестве бригады к колхозу им. Горького (с. Ждамеркино), позднее — отделение совхоза «Дружба».
С 1935 по 1956 годы — районный центр Базарно-Сызганского района Куйбышевской области, с 1943 года — Ульяновской области.
В 1938 году Базарный Сызган получил статус посёлка городского типа.
С 1956 по 1989 годы — в Инзенском районе Ульяновской области.
В 1963 по 1965 годах — в Инзенском промышленном районе.
С 1989 года — районный центр вновь образованного Базарносызганского района.
10 декабря 2002 года были упразднены посёлок Шишка и посёлок Бугры (ныне ул. Бугры), которые вошли в состав рабочего посёлка Базарный Сызган.
С 2005 года — административный центр  Базарносызганского городского поселения.

## Население
| Год  | Число дворов | Число жителей | Примечания                                                                             |
| ---- | ------------ | ------------- | -------------------------------------------------------------------------------------- |
| 1780 |              | 170           | Ревизских душ                                                                          |
| 1859 | 150          | 1446          | Становые квартиры. Церковь православная 1. Почтовая станция. Этапный дом. Шерстомойка. |
| 1913 | 593          | 4207          | 2 церкви, 2 школы, пристань, суконная фабрика Н. С. Белоусова, 2 бум. фаб., 3 лесопил. |
| 1939 |              | 6605          |                                                                                        |

| 1959  | 1968  | 1970  | 1979  | 1989  | 2002  | 2007  | 2009  |
| ----- | ----- | ----- | ----- | ----- | ----- | ----- | ----- |
| 8068  | ↗8100 | ↗8376 | ↘7297 | ↘6708 | ↘6092 | ↘5900 | ↘5865 |
| 2010  | 2011  | 2012  | 2013  | 2014  | 2015  | 2016  | 2017  |
| ↘5715 | ↘5708 | ↘5644 | ↘5485 | ↘5287 | ↘5120 | ↘5011 | ↘4966 |
| 2018  | 2019  | 2020  | 2021  |       |       |       |       |
| ↘4875 | ↘4832 | ↘4754 | ↘4494 |       |       |       |       |

## Социальная сфера
В посёлке: 2 школы, црб, социальная защита населения, дом быта, пенсионный фонд, дом культуры, автостанция, загс, культурно-досуговый центр, мфц, почтовое отделение, филиал Сбербанка РФ, полицейский участок (закрыт в 2011 году), библиотека, жд станция «Базарная», районный суд (закрыт в 2011 году), районный архив, пожарная часть, стадион им. Жильцова, районная станция по борьбе с болезнями животных огу, клуб, тц звёздный, ТЦ «Бочка», магазин «Магнит», районное управление сельского хозяйства, мировые судьи, казначейство, 2 детских сада , 2 радиостанции.
Действует внутрипоселковый автобусный маршрут «Завод-Озёрки».

## Экономика
- ООО «Теплоприбор-Центр» (приборостроение),
- ООО «Торговый Дом «Теплоприбор» (приборостроение)
- ООО «Картонно-бумажный комбинат» (целлюлозно-бумажное производство)

## Достопримечательности
- Храм Димитрия Солунского (1875 год)[32][33][34];
- Памятник воинам, погибшим в годы Великой Отечественной войны (1974 г.)[35].
- Сквер Победителей (2011)[35].
- Орудие Победы (2013 год)[35];
- Памятник В. Д. Авдееву (2009 год);
- Дом фабриканта Щербакова, р.п. Базарный Сызган, ул. Авдеева (конец XIX века);
- Большие родники — памятник природы;

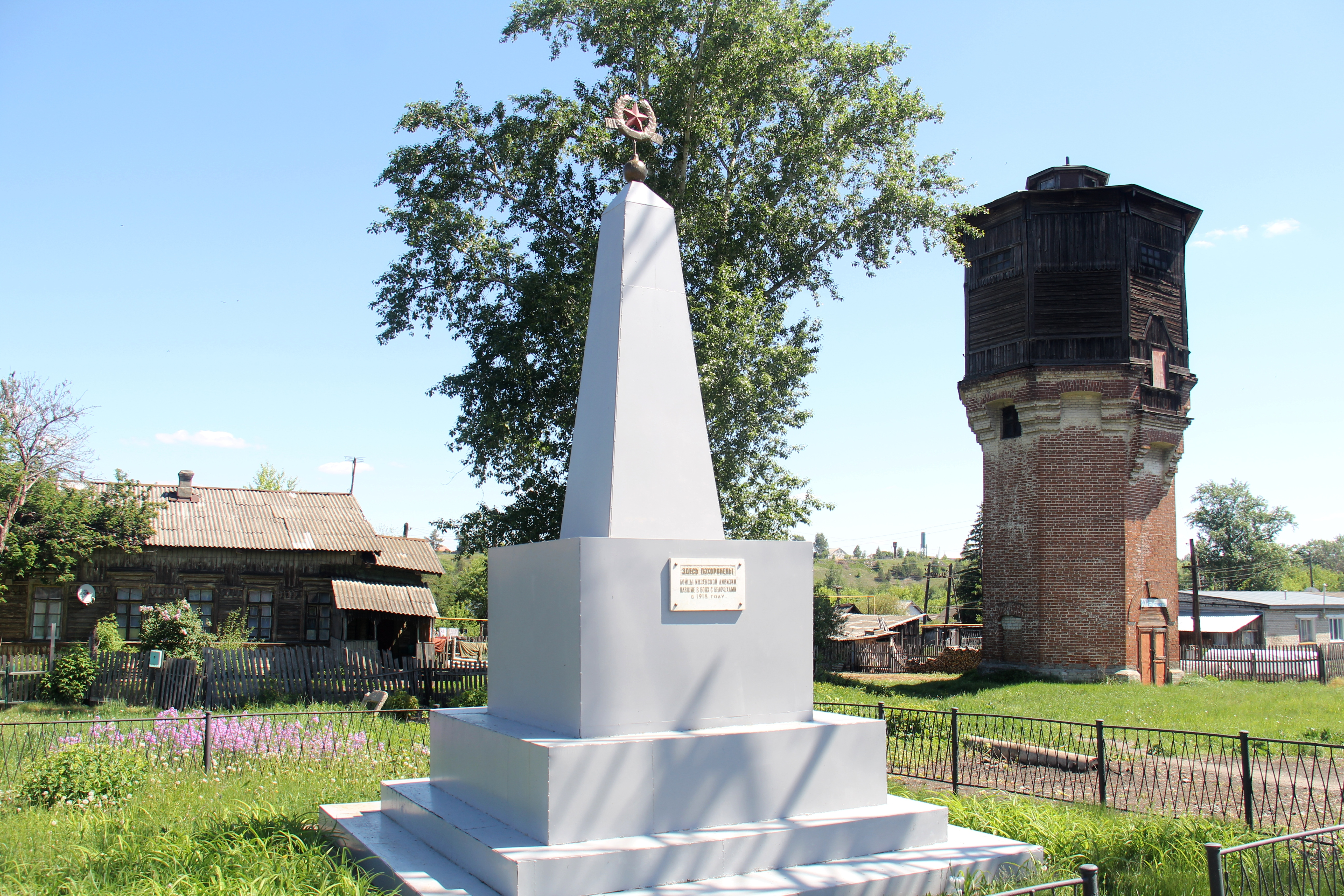
Братская могила бойцов Инзенской дивизии.
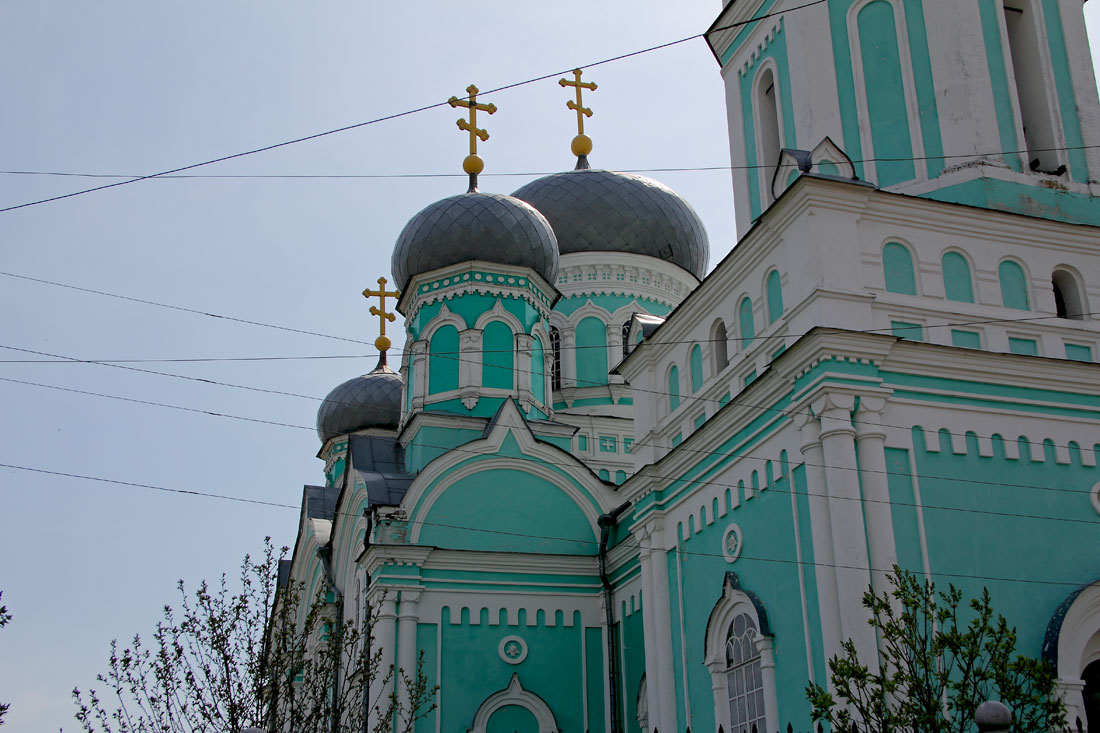
Купола храма в Базарном Сызгане.
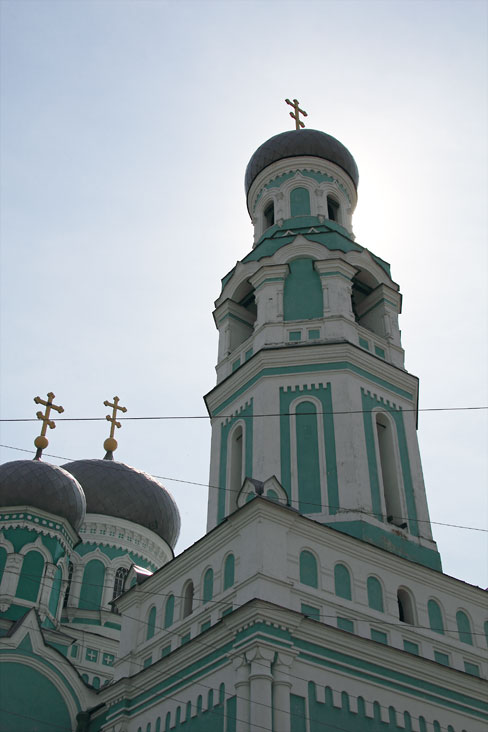
Колокольня храма в Базарном Сызгане.
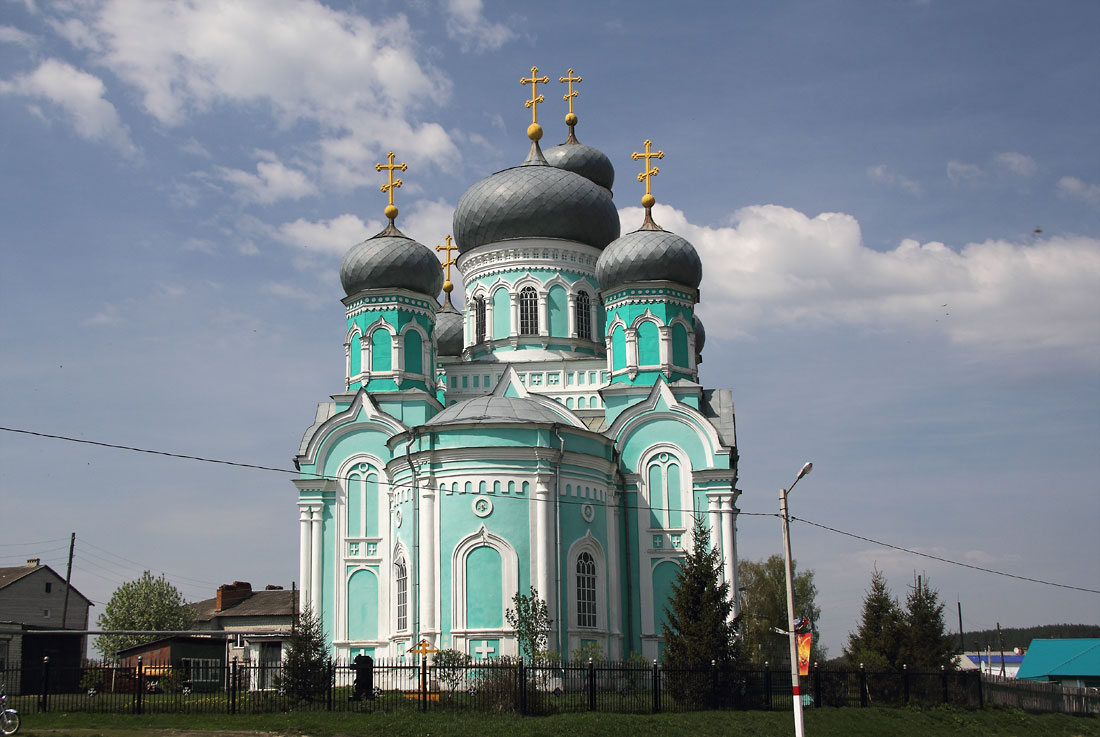
Алтарная часть храма в Базарном Сызгане.
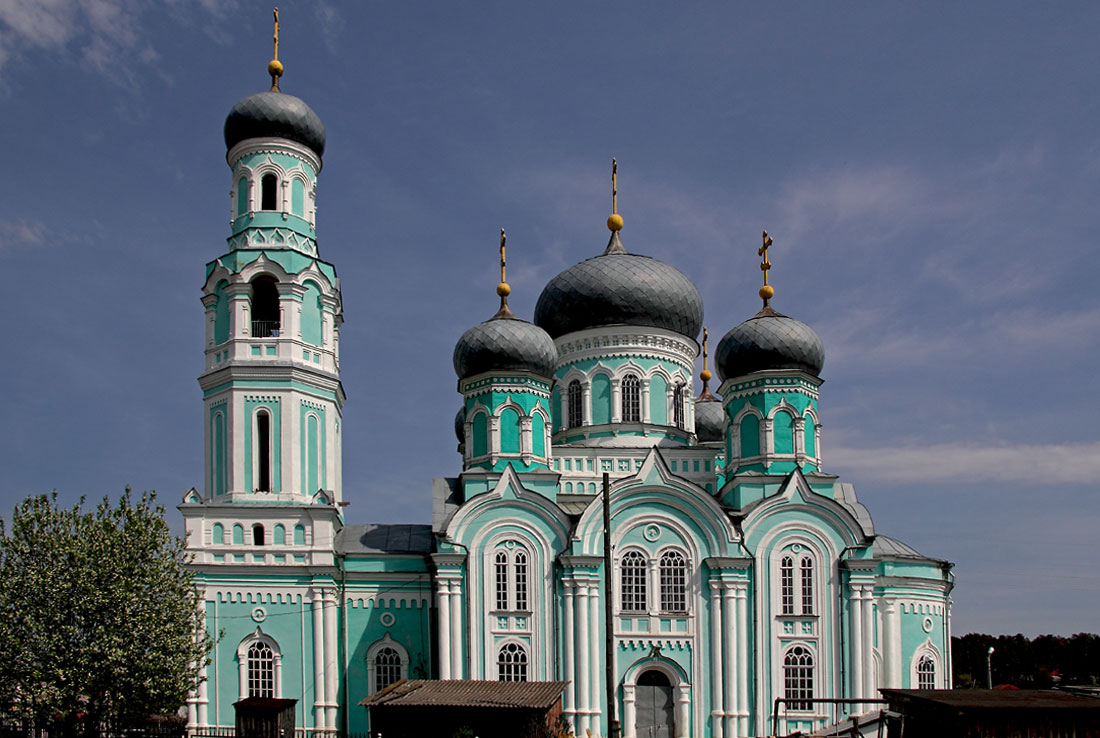
Южный фасад храма в Базарном Сызгане.
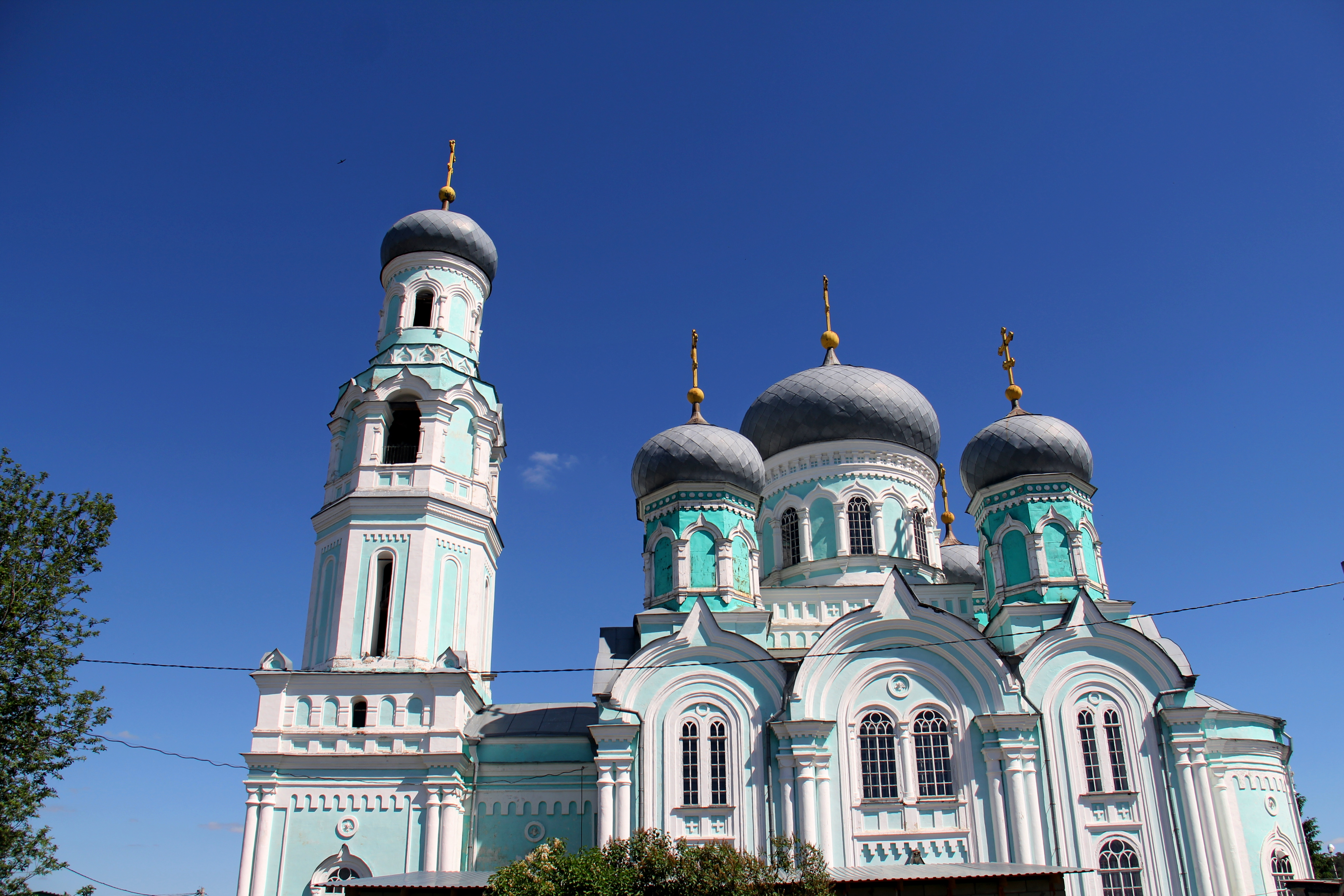
Храм Димитрия Солунского Базарный Сызган.
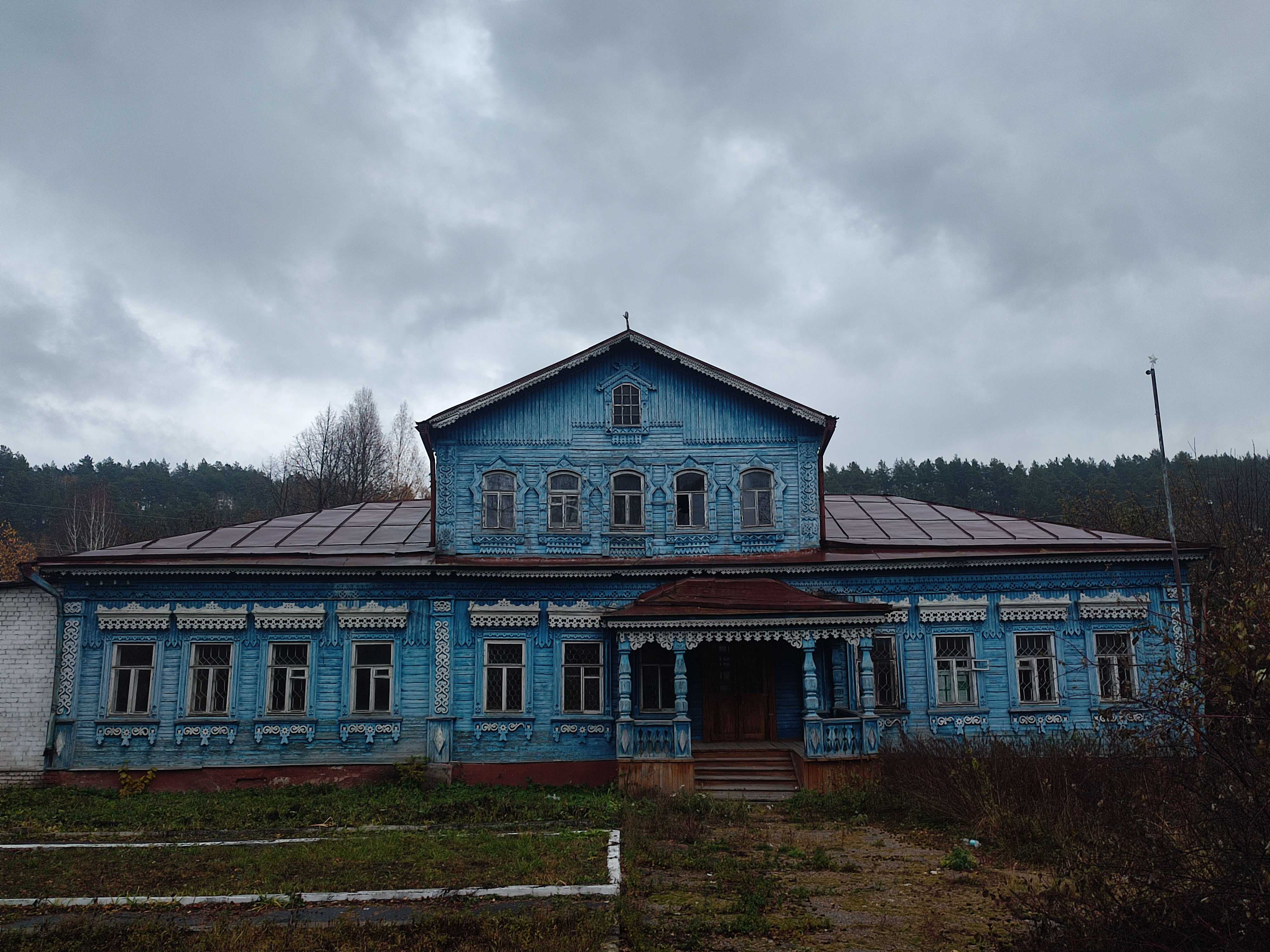
Жилой дом фабриканта Щербакова: улица Авдеева, 108.

## Известные уроженцы и жители
- Авдеев, Василий Дмитриевич (1898—1944) — чекист-партизан.
- Барыков, Геннадий Иванович (1921—1988) — Герой Советского Союза, артиллерист, отличившийся при взятии Кёнигсберга.
- Викторов, Сергей Николаевич (1911—1941) — советский лётчик-испытатель.
- Зубов, Константин Александрович (1888—1956) — народный артист СССР.
- Буров, Геннадий Павлович — советский хозяйственный деятель, Герой Социалистического Труда (1981), директор Брянского машиностроительного завода с 1967 по 1985 год.
- Мокшанов, Дмитрий Иванович — советский и российский военачальник. Первый заместитель Командующего войсками СКВО, заместитель Главнокомандующего (ставки) войсками Дальнего Востока, генерал-лейтенант. С 1943 года по 1953 год учился в средней школе № 12 посёлка.
- В 1930-31 гг. в Димитриевской церкви села служил Гермоген (Кузьмин).
- Егуткин Аркадий Ефимович — здесь в детстве жил будущий народный художник РФ[36].

## Улицы
Авдеева пер., ул. Авдеева, рп. Базарный Сызган, ул. Бугры, ул. Вокзальная, ул. Дорожная, ул. Дружбы, ул. Заводская, ул. Заозёрная, ул. Заречная, ул. Зелёная, ул. Кирова, ул. Комсомольская, ул. Кооперативная, ул. Лесная, ул. Луговая, Максима Горького пер., ул. Максима Горького, ул. Набережная, ул. Нагорная, ул. Новая, ул. Новозаводская, ул. Новосёлов, ул. Озерки, ул. Осиновка, ул. Пионерская, ул. Полевая, Почтовый пер., ул. Пролетарская, ул. Пушкинская, Пушкинский пер., ул. Рабочая, Рабочий 1-й пер., Рабочий 2-й пер., ул. Садовая, пл. Советская, ул. Советская, Советский 1-й пер., Советский 2-й пер., Советский 3-й пер., Советский 4-й пер., ул. Совхозная, ул. Спортивная, ул. Сухарева, ул. Сызганская 1-я, ул. Сызганская 2-я, ул. Сызганская 3-я, ул. Сызранская, ул. Ульяновская, Ульяновский 1-й пер., Ульяновский 2-й пер., Ульяновский 3-й пер., Ульяновский 4-й пер., ул. Фабричная, ул. Центральная, мкр. Южный